# ロバート・ミラバル
ロバート・ミラバル（Robert Mirabal, 1966年10月6日 - ）は、ニューメキシコ州のアメリカ先住民タオス・プエブロ出身のミュージシャンでダンサー、フルート奏者およびフルート製作者、そして俳優。
制作したフルートはスミソニアン協会のアメリカインディアン博物館に展示されている。ワールドミュージックの第一人者として知られ、プエブロの楽曲とロックなどの現代音楽を融合し、世界中で演奏活動を行っている。
2002年にアメリカの公共放送PBSが制作したドキュメンタリーライブビデオ『Music from a Painted Caves』は、先住民音楽の「ルネッサンス・マン」とよばれるカリスマ的な名声を不動のものにした。今も故郷のタオスに暮らしながら音楽活動を続けている。
日本の和太鼓や能楽の大鼓とのコラボも積極的に取り組み、何度か来日している。

## 人物
1966年、ニューメキシコ州プエブロの居留地に生まれ、母と祖父母によって育てられる。プエブロのティワ語を話し、19歳でフルートを作り始めた。学校ではクラリネット、サックス、ピアノ、ドラムの演奏方法を学んだが、伝統的なプエブロのフルートに自分の音楽のルーツを見つけると、有名なネイティブアメリカンのフルート奏者カルロス・ナカイに会い、大きな影響を受けた。セネガルのギタリスト、カーボベルデアンのドラマー、ハイチのキーボード奏者で構成される多文化バンドで演奏し、ニューヨークに移住すると、ヒップホップ、ファンク、R&Bのサウンドに没頭した。
1988年、デビューアルバムを録音した後、ワーナーウエスタンを経てシルバーウェーブレコードと契約を結んだ。最初のプロジェクトは、一般的にネイティブアメリカンのフルートと打楽器で構成される伝統音楽が中心であり、初期のアルバムの1つ『Land』は、元々2人の日本の前衛的なモダンダンサー EikoとKoma のために作曲され、彼らはタオス周辺の土地の印象からインスピレーションを得たダンス作品を振り付けた。
同郷の友であり、10年以上にわたって共演を続けるプエブロのドラマーのレイナルド・ルーハンが先住民のドラムと現代楽器のドラムを、ミラバルが日本の和太鼓を打つことで多重的な音楽が生まれるという彼らのパフォーマンスは高い評価を受け、日本、ヨーロッパ、アメリカを巡った。
1997年、ルーハンとともに先住民の音楽とロック、ファンク、その他の現代音楽と伝統音楽を融合したアルバム『Mirabal』をリリース。
1998年、アメリカの公共放送PBSのミュージカルダンスプロダクションの公演『Spirit：A Journey in Dance, Drum, Song』のサウンドトラックを作曲したことにより、全国的に名前が知られるようになる。
2002年、PBSがミラバルのトライバルな音楽とロックフュージョン音楽とダンスパフォーマンスを融合させたドキュメンタリーライブDVD『Music from a Painted Caves』を制作し、多くの視聴者に熱狂的に受け入れられ、ランドマーク的なワールドミュージックアルバムとなった。
1994年、詩集 Skeleton of a Bridge を出版している。
世界的な音楽活動を続けながらも、生活の拠点は大都市ではなく、つねにニューメキシコのタオス・プエブロであり、父としてまた農夫として自然のなかにあるタオスでの暮らしを続けるほか、タオス・プエブロの伝統的な儀式にかかわりつづけている。

## ディスコグラフィー
- Nomad (1994) with Nomad and Mor Thiam
- Song Carrier (1995)
- Land (1995)
- Warrior Magician (1996)
- Native Suite (1996, with Bill Miller)
- Mirabal (1997)
- Native American Lullabies: Under The Green Corn Moon (1998)
- Taos Tales (1999)
- Music from a Painted Cave (2001)
- Indians, Indians (2003)
- Sacred Ground: A Tribute to Mother Earth (2005, compilation)
- Johnny Whitehorse (2005)
- Pueblo Christmas (2007, with Patrick Mirabal)
- In the Blood (2007)
- Johnny Whitehorse: Totemic Flute Chants (2007)
- Johnny Whitehorse: Riders of the Healing Road (2007)
- The River (2016, with Ethel)